# Antun Kukuljević Sakcinski
Antun Kukuljević Sakcinski (1776. – 1851.) je bio hrvatski političar i prosvjetni dužnosnik. Bio je iz plemenitaške obitelji Kukuljevića Sakcinskih.
Obnašao je dužnost podžupana Varaždinske županije. Bio je hrvatskim zastupnikom u zajedničkom hrvatsko-ugarskom saboru u Požunu od 1832. do 1836. godine. Nakon političke karijere, bio je visoki školski dužnosnik. Obnašao je dužnost vrhovnog ravnatelja škola u Hrvatskoj od 1836. do 1847. godine.
Otac je Ivana, hrvatskog povjesničara, književnika i slavnog političara. 

## Vanjske poveznice
- Geni.com